# Ilha Selaiar
A ilha Selaiar é a principal ilha das ilhas Selaiar (Kepulauan Selayar).  Fica ao largo da costa de "Cape Bira" na província das Celebes do Sul, Indonésia. O estreito de Selaiar separa-a da ilha Celebes.  A principal cidade na ilha é Benteng, e as vilas Bonelohe, Padão, Baranbarão, espalham-se pela ilha que tem 80 quilômetros de comprimento no sentido norte-sul, e é estreita, com um máximo de 30 km de largura, e 642 km² de área.  O seu ponto mais alto tem 1780 m de altitude.
Os habitantes são na sua maioria muçulmanos dos povos de Bugis, Macaçar e Konjo.

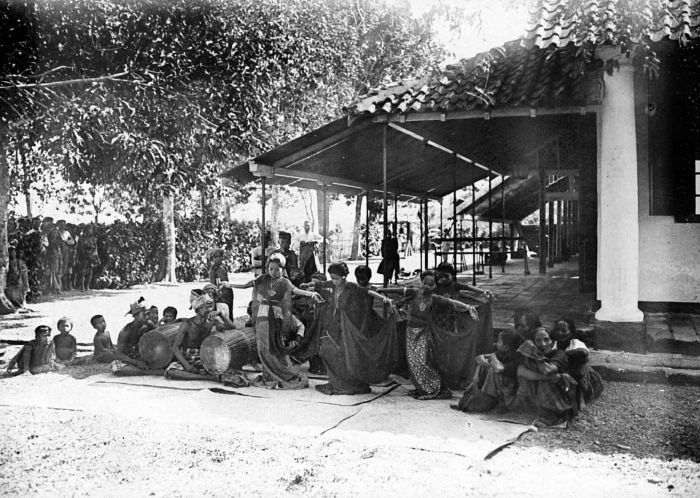
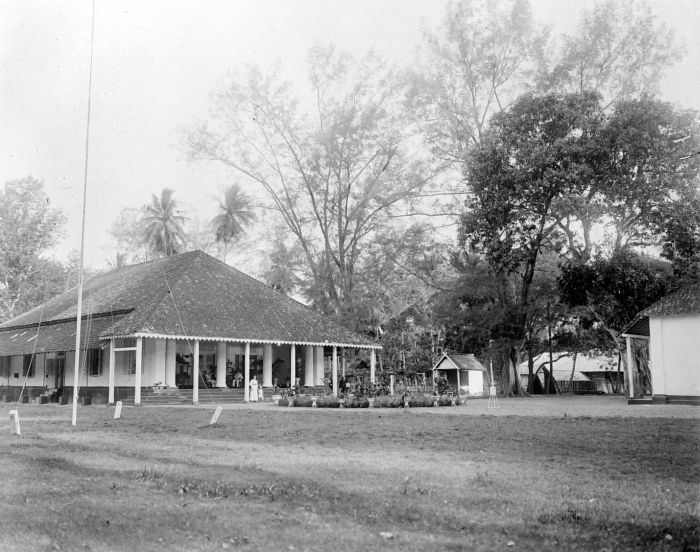
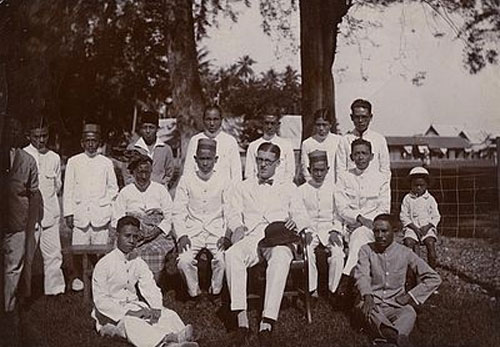
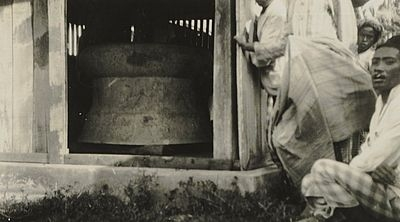
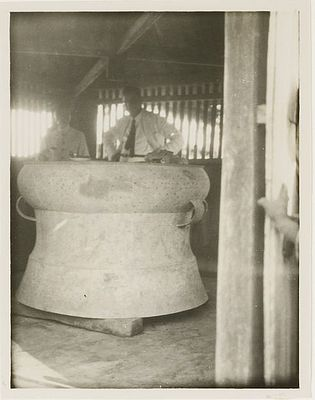

Este artigo incorpora texto  (em inglês) da Encyclopædia Britannica (11.ª edição), publicação em domínio público.